# Ribera Alta del Ebro
Ribera Alta del Ebro – okręg (hiszp. comarca) Hiszpanii, w Aragonii, w prowincji Saragossa.

## Podział administracyjny
W skład okręgu wchodzą:
- Alagón
- Alcalá de Ebro
- Bárboles
- Boquiñeni
- Cabañas de Ebro
- Figueruelas
- Gallur
- Grisén
- La Joyosa
- Luceni
- Pedrola
- Pinseque
- Pleitas
- Pradilla de Ebro
- Remolinos
- Sobradiel
- Torres de Berrellén